# Hohbalmgletscher

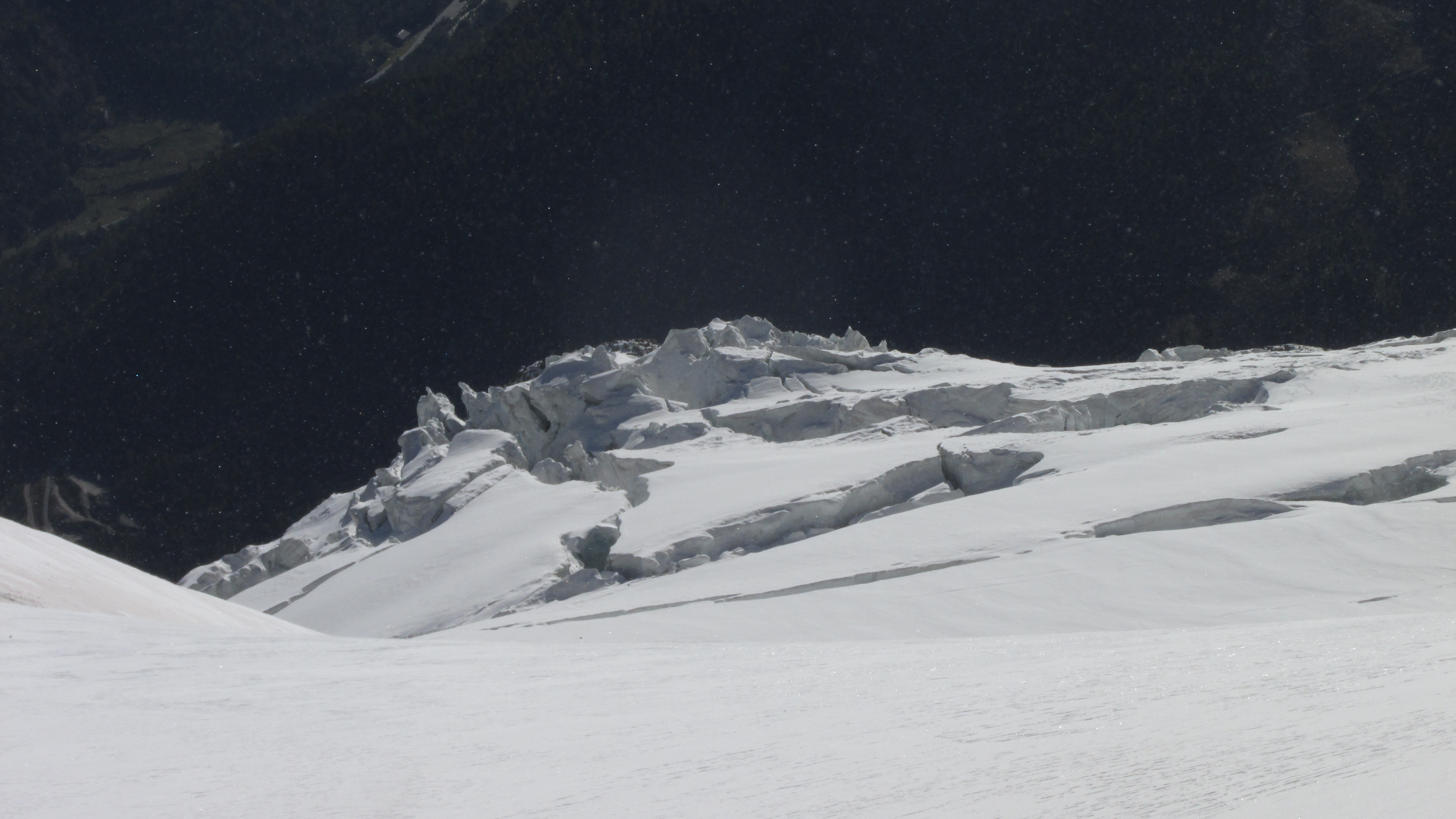
Blick vom Windjoch auf die Bruchzone. Der an seiner höchsten Stelle 3497 m hohe Felsrücken, an dem der Gletscher gestaut wird, ragt gerade noch über das Eis hinaus.

Der Hohbalmgletscher ist ein Gletscher an der Ostseite der Mischabelgruppe der  Walliser Alpen. Er liegt eingebettet zwischen Lenzspitze (4294 m ü. M.), Nadel- (4327 m) und Ulrichshorn (3925 m ü. M.). Der Gletscher ist 3 Kilometer lang, die Fläche beträgt 2 Quadratkilometer. Den westlichsten und höchsten Punkt stellt die Nordostwand der Lenzspitze dar, diese Eiswand ist vom fließenden Eis durch einen deutlichen Bergschrund getrennt. Von dort erstreckt sich der Gletscher in nordöstlicher Richtung. Er wird dabei vom Nordostgrat der Nadelhorns und dem Ostgrat der Lenzspitze und deren Verlängerungen eingefasst und reicht bis in eine Höhe von 2650 m ü. M.
Der Gletscher bildet im unteren Teil eine markante Bruchzone. Er strömt dort gegen einen von Südwest nach Nordost abfallenden, an seiner höchsten Stelle 3497 m hohen Felsrücken, an dem er gestaut, aufgebrochen und in zwei Äste geteilt wird.
Das Wasser des Hohbalmgletschers fließt über den Triftbach in die Saaser Vispa.
Beim häufig begangenen Normalanstieg auf das Nadelhorn wird der Hohbalmgletscher, von der Mischabelhütte kommend, auf einer Höhe von ungefähr 3600 Metern in Richtung des Windjochs (3850 m ü. M.) gequert.
Um das Jahr 1755 ist für den Hohbalmgletscher der Ausbruch eines Gletschersees dokumentiert, der in Saas Fee Flurschaden anrichtete.